# Otis F. Glenn

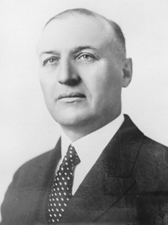
Otis F. Glenn

Otis Ferguson Glenn (* 27. August 1879 in Mattoon, Illinois; † 11. März 1959 in Onekama Township, Michigan) war ein US-amerikanischer Politiker der Republikanischen Partei. Von 1928 bis 1933 saß er für den US-Bundesstaat Illinois im US-Senat.

## Leben
Glenn wuchs in Mattoon in Illinois auf. Nach dem Besuch der University of Illinois at Urbana-Champaign, wo er die Rechtswissenschaften studierte, wurde er 1900 als Rechtsanwalt zugelassen und praktizierte fortan in eigener Kanzlei in Murphysboro. Von 1906 bis 1908 und nochmals von 1916 bis 1920 war Glenn als Staatsanwalt für das Jackson County tätig.
Erste politische Erfahrungen sammelte Glenn im Senat von Illinois, wo er zwischen 1920 und 1924 ein Mandat hielt. Nachdem der US-Senat die Ernennung von Frank L. Smith zum Nachfolger des verstorbenen William B. McKinley nicht anerkannte und auch die reguläre Wahl von Smith nicht anerkannte, wurde Glenn in einer Nachwahl in den US-Senat gewählt, um die Amtszeit von Smith zu vollenden. Sein Gegenkandidat bei der Nachwahl war der spätere Bürgermeister von Chicago, Anton Cermak. Glenn kandidierte erfolglos für eine weitere Amtszeit bei den Wahlen im Jahr 1932. William H. Dieterich wurde stattdessen gewählt. Auch 1936 kandidierte Glenn nochmals erfolglos gegen Dieterich. Nach seiner Rückkehr von der politischen Bühne, zog es ihn nach Illinois zurück und er eröffnete eine Anwaltskanzlei in Chicago.
1959 verstarb Glenn in Onekama Township in Michigan. Er war mit Anna Martin verheiratet. Aus der Ehe ging eine Tochter hervor.